# Bombe

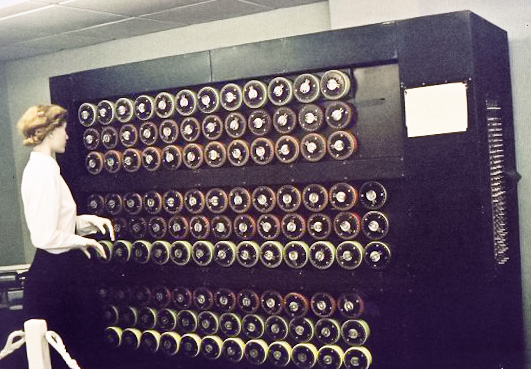
El Bombe replicava l'acció de diverses Màquines Enigma cablejades l'una amb l'altra. Cadascun dels ràpids tambors rotatius, a la imatge de dalt d'una maqueta al museu Bletchley Park, simulava l'acció d'un rotor de l'enigma. Hi ha 36 equivalents a l'Enigma i, a l'extrem dret de la fila del mig, tres tambors «indicadors».

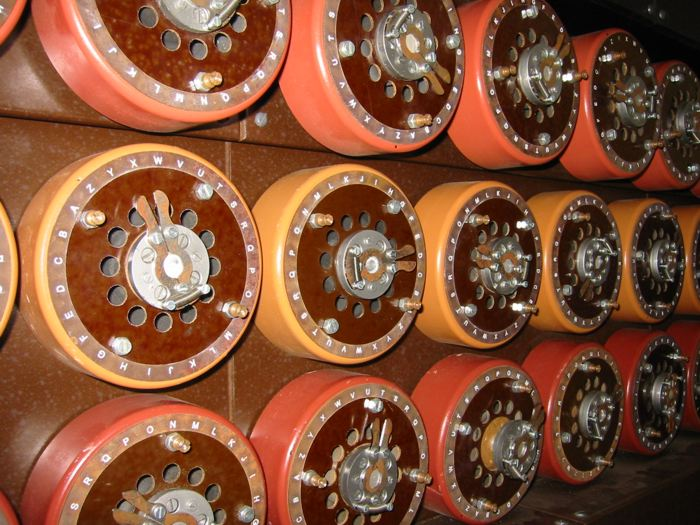
Rèplica d'una màquina Bombe

El bombe era un dispositiu electromecànic usat pels criptòlegs britànics per ajudar a desxifrar els senyals xifrats per la màquina alemanya Enigma durant la Segona Guerra Mundial. L'Armada i l'Exèrcit dels Estats Units van produir màquines amb la mateixa especificació funcional, però dissenyades d'una manera diferent.
El disseny inicial del bombe va ser produït el 1939 al Government Code and Cypher School a Bletchley Park per Alan Turing, amb un important refinament ideat per Gordon Welchman. El disseny d'enginyeria i la construcció va ser tasca de Harold Keen de la British Tabulating Machine Company. Era un desenvolupament substancial d'un dispositiu que havia estat dissenyat el 1938 pel criptologista polonès Marian Rejewski del Biuro Szyfrów, i conegut com a bomba criptològica (del polonès: "bomba kryptologiczna").
La funció del bombe era descobrir alguns dels ajustaments diaris de les màquines Enigma en les diverses xarxes militars alemanyes: específicament, el conjunt de rotors en ús i les seves posicions en la màquina, els ajustaments dels anells de l'alfabet, i un dels cablejats del panell de connexions.

## Origen del nom 'bombe'
L'origen del nom de bombe i de la màquina en sí prové de la ‘bomba’ polonesa (1938), que tenia el mateix objectiu del bombe anglès. Els polonesos van atribuir aquest terme al seu dispositiu de desencriptació per quan es trobava una possible solució de desencriptació del missatge i, conseqüentment, queia una peça a terra provocant un gran soroll (com si fos una bomba).
Segons A. P. Mahon, es diu que el bombe anglès es va anomenar d'aquesta manera pel soroll de tic-tac que feia la màquina durant el procés de desencriptació, com si fos una bomba regida pel compte enrere d'un rellotge. Però això és una interpretació que van fer els científics de Bletchley Park que no coneixien la bomba polonesa de Marian Rejewski.

## Estructura
El bombe contenia trenta-sis rèpliques de màquines Enigma de Letchworth (construïdes a Letchworth), més de 1.600 m de cable i un milió de connexions soldades. Mesurava aproximadament dos metres i mig d'alçada, dos metres i quinze centímetres d'amplada i vuitanta centímetres de profunditat. La part frontal estava composta per nou files de tambors rotatius. Cadascun dels tambors (en total 108, a diferència de la ‘bomba’ polonesa, que en tenia 18), de 13 centímetres de diàmetre, reproduïa una roda de l'Enigma. Aquestes es podien treure i reendreçar de tal manera que hi hagués diferents ordres de rodes. S'utilitzava una llegenda de colors per a indicar les rodes que eren imitades pels tambors. Els tambors es connectaven entre ells a través d'un gran plafó a la part posterior del bombe. Les rèpliques dels Enigmes s'hi podien connectar segons les necessitats dels cribs (paraules que es repetien en alguns missatges, com ara “Heil Hitler” al final de cada missatge).

## Detalls sobre els rotors
Cada rotor té un conjunt de 26 contactes elèctrics als seus dos costats oposats, amb una disposició diferent de 26 cables interns que connecten els contactes d'un costat amb els de l'altre. Quan es troben a la màquina, cada combinació de les posicions de rotació dels tres rotors crearà un circuit elèctric diferent entre les claus i els llums indicadors. Els tres rotors giren d'una manera que s'assembla al moviment de les rodes en un comptaquilòmetres d'un cotxe: el rotor de la dreta s'encén una posició per cada tecla de lletra que es prem, i en una posició determinada. El moviment de gir del rotor del centre fa que el rotor esquerre s'encengui per un lloc determinat.
Les orientacions del rotor on es produeixen els "girs" estan determinades per les posicions d'una osca tallada al costat de l'anell que s'ajusta al voltant de la vora de cada rotor; com un pneumàtic sobre una roda. Aquests anells tenen inscrites les 26 lletres (A-Z) o, alternativament, els 26 números (01-26), que s'assumiran com a lletres.

## Configuració de l'anell
Durant la configuració inicial de la màquina, cada anell gira al voltant del nucli interior del seu rotor fins a una posició on una lletra escollida a l'anell s'alinea amb una marca d'índex fixa en un relleu al rotor, i després es bloqueja en aquesta posició mitjançant un clip de molla. Aquestes posicions escollides es coneixen col·lectivament com a "configuració de l'anell" dels rotors i, com el text sense format "s'escriu" al teclat de la màquina, es determinen les posicions de "girar" dels rotors del mig i de l'esquerra, determinat per aquests paràmetres.

## Posicions inicials del nucli del motor
Els tres rotors (trets dels cinc disponibles) es col·loquen un al costat de l'altre en una de les sis disposicions possibles. Quan està en posició, tres finestres de visualització petites permeten que una lletra de cadascun dels anells del rotor sigui visible per a l'operador. A continuació, es fan girar els rotors a mà fins que les tres lletres escollides per a les posicions inicials dels rotors apareixen a les tres finestres. Les posicions inicials del rotor juntament amb la configuració dels anells defineixen les orientacions inicials dels nuclis de cablejat en els tres rotors coneguts com a "posicions inicials del nucli del rotor".
Un punt important per entendre el funcionament del Bombe és que les "posicions inicials del nucli del rotor" es poden definir mitjançant moltes combinacions diferents de configuracions d'anells i posicions inicials del rotor. Per exemple, la configuració de l'anell "ABC" i les posicions inicials del rotor "HNT" defineixen el mateix conjunt de "posicions del nucli inicial del rotor" que la configuració de l'anell "ZZZ" i les posicions inicials del rotor "GLQ".
Després de passar pels tres rotors els circuits elèctrics es connecten a un altre dispositiu conegut com a ‘reflector’; el cablejat intern en aquest té l'efecte de tornar el circuit a través dels rotors per segona vegada, però en sentit invers i seguint un camí diferent.